# هیو ویلسون
هیو ویلسون (انگلیسی: Hugh Wilson؛ زادهٔ ۲۱ اوت ۱۹۴۳) یک کارگردان اهل ایالات متحده آمریکا است.

## گزیده فیلمشناسی
از فیلم‌ها یا برنامه‌های تلویزیونی که وی در آن نقش داشته‌است می‌توان به آثار زیر اشاره کرد.
- انفجاری از گذشته (فیلم) (۱۹۹۹)
- دادلی دو-رایت (فیلم) (۱۹۹۹)
- دانشکده پلیس (۱۹۸۴)
- محافظت از تس (۱۹۹۴)
- اولین باشگاه همسران (۱۹۹۶)
- انفجاری از گذشته (فیلم) (۱۹۹۹)
- رقیب (فیلم ۲۰۰۰) (۲۰۰۰)